# Anthurus d'Archer
 (août 2017).
Si vous disposez d'ouvrages ou d'articles de référence ou si vous connaissez des sites web de qualité traitant du thème abordé ici, merci de compléter l'article en donnant les références utiles à sa vérifiabilité et en les liant à la section « Notes et références ».
Clathrus archeri
Espèce
Synonymes
- Anthurus archeri (Berk.) E.Fisch.[2]
- Anthurus aseroeformis (E.Fisch.) Mc Alp.[2]
- Anthurus aseroiformis var. brevipes Maire[2]
- Anthurus aseroiformis var. longipes Maire[2]
- Anthurus aseroeformis  (Fischer) McAlpine[2]
- Anthurus muellerianus subsp. aseroeformis  (E.Fisch.) Sacc.[2]
- Aserophallus archeri (Berk.) Kuntze[2]
- Clathrus archeri f. aseroiformis[2]
- Lysurus archeri Berk.[2]
- Pseudocolus archeri (Berk.) Lloyd[2]
- Schizmaturus archeri (Berk.) Locq.[2]
- Schizmaturus muellerianus (Kalchbr.) Locquin[2]

L'Anthurus d'Archer, Clathrus archeri (anciennement Anthurus archeri), est une espèce de champignons basidiomycètes de l'ordre des Phallales et de la famille des phallacées. Originaire d'Australasie, cette espèce est considérée comme invasive en Europe et en Amériques.

## Dénomination
Cette espèce fongique porte plusieurs noms vernaculaires : « Doigts du diable », « Pieuvre des bois » et « Champignon-pieuvre », traduction littérale de l'allemand « Tintenfischpilz ».

## Origine

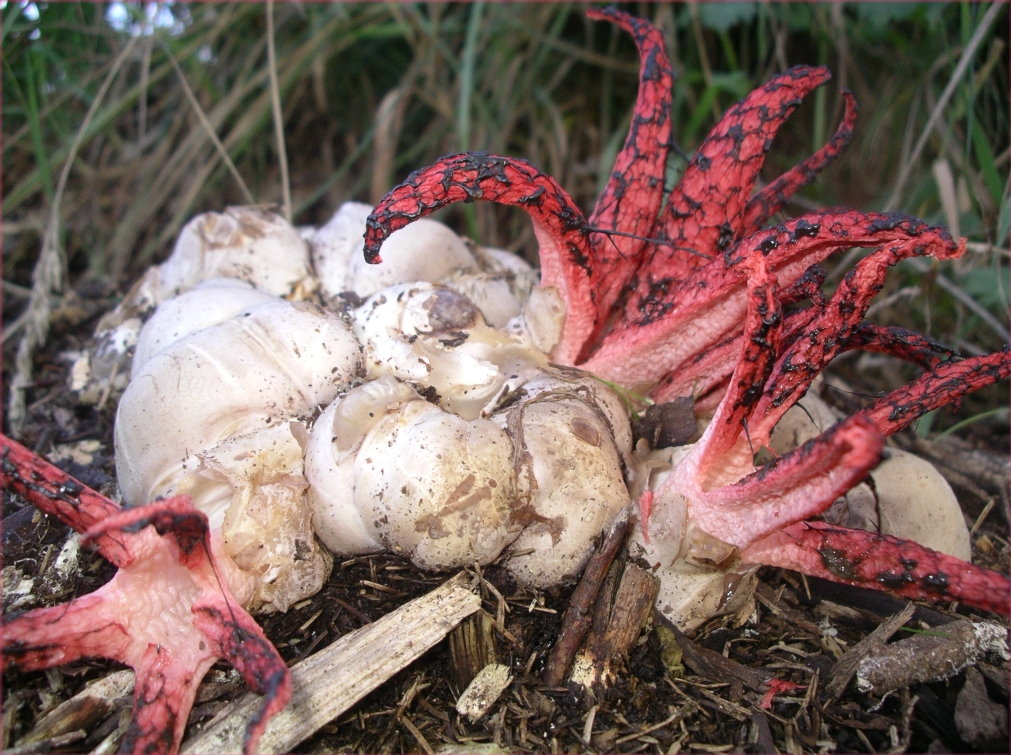
Anthurus d'Archer.

D'origine australienne ou néo-zélandaise, l'Anthurus d'Archer aurait été introduit en France dans la région bordelaise puis près des filatures de Raon-l'Étape dans les Vosges avec des laines débarquées de l'hémisphère sud. À moins qu'il ne soit apparu dans la région de Saint-Dié pendant la Première Guerre mondiale par l'intermédiaire des chevaux des soldats australiens et de leur fourrage, ou plus simplement transporté par les bottes des soldats. Ce champignon se serait ensuite répandu en Lorraine puis au Grand-Duché de Luxembourg. En Belgique, il est signalé pour la première fois octobre 1968 en forêt de Soignes sur un talus au pied de hêtres non loin de l’étang des Enfants Noyés, à Boitsfort.
Son extension se serait faite à travers toute l'Europe à partir de ces deux pôles, bordelais et vosgien. Étant donné l'étendue de l'aire qu'il a colonisé en quelques décennies, il est considéré comme une espèce envahissante.
Il a aussi été signalé en Amérique du Nord au début des années 1980. 

## Description

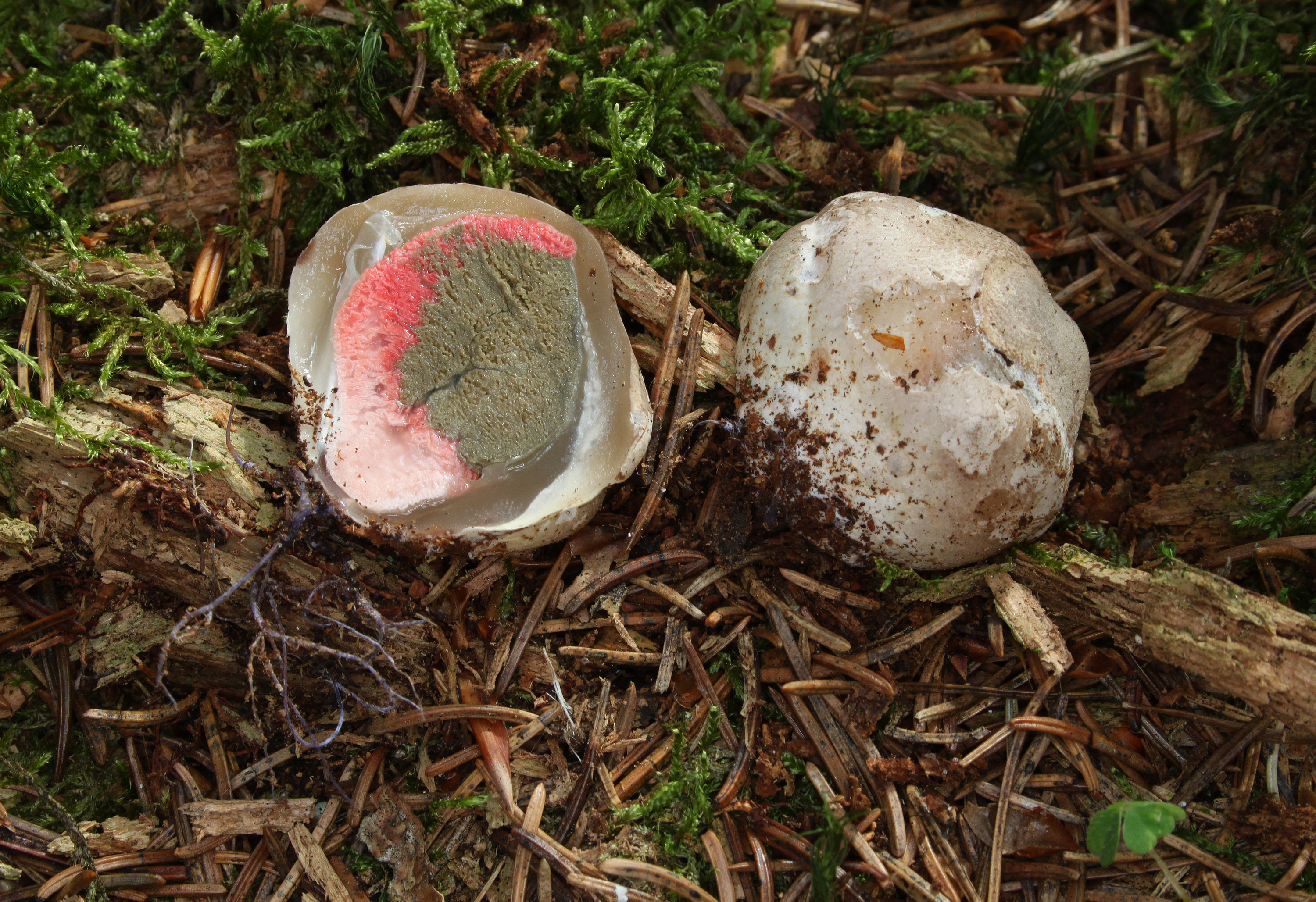
Anthurus d'Archer à l'état juvénile.

Tout d'abord enfermé dans un œuf blanchâtre, le sporophore se déploie en 4 à 8 bras de couleur rouge, couverts de restes de gléba, et ressemble alors à un poulpe.
Il dégage une odeur nauséabonde d'excréments ou de charogne. Comme la plupart des champignons de l'ordre des phallales, et comme les fleurs cadavres, cette odeur putride lui permet d'attirer les insectes nécrophages qui dispersent ses spores principalement par zoochorie. Cette caractéristique fait qu'il est classifié comme étant non-comestible. Il n'a cependant aucune toxicité et, à l'état d'œuf, il est très nettement moins odorant.

## Habitat
On trouve ce champignon l'été et l'automne dans les bois clairs de feuillus, plus rarement dans des forêts de conifères, et parfois dans les prairies humides.